# إريك ن. أولسون
إريك ن. أولسون (بالإنجليزية: Eric N. Olson) هو أستاذ جامعي وعالم أحياء أمريكي، ولد في 27 سبتمبر 1955.